# Pyu (tibetsko-burmanski jezik)
Pyu jezik (ISO 639: pyx), drevni sinotibetski jezik koj se govorio negdje do 12 stoljeća na području današne Burme i Tajlanda. Pyu su na temelju kadamba pisma razvili svoje vlastito, a posljednji puta zabilježen je na rájakumárovim kamenim natpisima (na dva kamena stupa) u ranom 12. stoljeću. 
Klasificirao se lolo-burmanskoj skupini. Pripadnici etničke grupe asimilirani su u Burmance i druge etničke skupine.